# Golfo Argólico
El golfo Argólico (griego: Αργολικός Κόλπος Argolikós Kólpos) (también golfo de Argos o golfo de Nauplia) es un golfo del mar Egeo, en la costa oriental del Peloponeso, situado al sudeste de la ciudad de Argos. Las principales ciudades de la costa son Argos y Nauplia.
Este golfo y sus islas se han combinado a veces con el golfo Sarónico y las islas Sarónicas, con el resultado llamado golfo Argosarónico y las islas Argosarónicas. Está rodeado por dos unidades periféricas, Arcadia y Argólida. La principal isla que hay en el golfo es Bourtzi, una pequeña isla con un castillo que actualmente es un monumento. También destacan Spetses, Plateia y las Psili, que están próximas a Argolis.
El golfo es cruzado por rutas de ferris desde Nauplia, Spetses, Hidra y Tiros y Leonidi.
Las principales localidades a orillas del golfo son las siguientes:
- Tiros,suroeste
- Leonidi, suroeste
- Astros, oeste
- Milos, noroeste
- Nea Kios, noroeste
- Nauplia, norte
- Tolo, norte
- Playa Iria, noreste
- Porto Heli, sureste
- Spetses, sureste

- Datos: Q648317
- Multimedia: Argolic Gulf / Q648317